# Venanzio Vallera
Venanzio Vallera (Raiano, 24 aprile 1900 – Los Angeles, 1972) è stato un antifascista e anarchico italiano.
Negli anni 1919-1920 è attivo nel nucleo anarchico di Raiano in cui militano anche Argentino Vallera, Giulio e Rocco Arquilla, Antonio Sabatini, Filiberto Tammaro e Oscar Cavicchia.

## L'eccidio proletario di Raiano
È tra gli organizzatori della mobilitazione popolare del 18 aprile 1920 promossa da anarchici, socialisti e lavoratori contro l'inasprimento del canone sull'acqua d'irrigazione. La protesta si conclude con quindici feriti e cinque morti, tra cui il regio commissario e un ragazzo di quattordici anni.
Vengono immediatamente accusati e processati Rocco Arquilla, Venanzio Vallera e Filiberto Tammaro. Vallera è assolto. Per Arquilla mandato di cattura per violenza pubblica, poi assoluzione. Per Tammaro mandato di cattura per aver spinto 73 persone a commettere violenza e per possesso abusivo di rivoltella.
Dell'eccidio riferisce il quotidiano «Umanità Nova», con una serie di articoli redatti dal tipografo Francesco Cellamare del gruppo comunista-anarchico aquilano Sorgiamo!. Nella ricostruzione dei fatti la responsabilità della strage è interamente attribuita ai carabinieri che, avendo perso la testa, «sparano all'impazzata sulla folla inerme».

## Il biennio rosso
Durante il biennio rosso è attivo nelle lotte in corso su questioni concomitanti sul piano nazionale e locale quali: il caroviveri, il pacifismo e l'antimilitarismo, l'emancipazione politica ed economica delle classi subalterne, le libertà e i diritti sindacali.
È altresì attivo nella propaganda, nell'organizzazione del locale movimento anarchico, nell'orientare lo sforzo comune verso la sollecitazione delle masse alla formazione dei gruppi del Fronte unico rivoluzionario (FUR)

## Negli USA
Negli anni venti lascia l'Italia per gli USA, stabilendosi a Elmwood Park, Illinois, dove – annota la PS – «esplica attività anarchiche». Milita nei gruppi libertari di quelle località, distinguendosi nella lotta antifascista e nell'organizzazione dei lavoratori migranti. Muore nel quartiere Tarzana di Los Angeles nel 1972.
In un necrologio si legge:
«Il compagno Elio Gori di Granata Hills, Calif. (USA) mi ha comunicato il decesso del compagno Venanzio Vallera di Tarzana, Calif. Aveva 72 anni, essendo nato a Raiano, L'Aquila, il 24 aprile 1900. Lascia la sua e la nostra compagna Ersilia che gli è stata sempre affettuosamente vicina. Prima che il suo male si aggravasse provvide a lasciare una discreta somma per una collana intestata a suo nome e invitò il sottoscritto e un altro compagno ad editare un libro di Scritti Sociali di Umberto Postiglione, libro che vede la luce proprio quando mi si comunica la scomparsa del compagno Vallera. Un altro libro, per volontà sua, è in traduzione e sarà pubblicato prossimamente se non troveremo difficoltà per la libera pubblicazione da parte dell'autore e dell'editore argentini. I funerali del compagno Vallera si sono svolti il 30 settembre. Trasmetto la triste notizia ai compagni che lo hanno conosciuto e stimato».

## Le edizioni della “Collana V. Vallera”
A Pistoia viene fondata una casa editrice intitolata Collana Vallera, di cui si ricordano le seguenti pubblicazioni:
- Umberto Postiglione, Scritti sociali, a cura di Venanzio Vallera, Collana V. Vallera, Pistoia 1972
- Osvaldo Bayer, Severino Di Giovanni. L'idealista della violenza, Collana V. Vallera, Pistoia 1973
- Vernon Richards, Insegnamenti della rivoluzione spagnola (1936-1939), Collana V. Vallera, Pistoia 1974
- Michele Damiani, L'anarchismo degli anarchici, Collana V. Vallera, Carrara 1975
- Luigi Fabbri, La controrivoluzione preventiva: riflessioni sul fascismo, Collana V. Vallera, Carrara 1975
- Vìctor Garcìa, Museihushugi: breve storia del movimento anarchico giapponese, Collana V. Vallera, Iglesias 1976

## Fonti
- Edoardo Puglielli, Il movimento anarchico abruzzese 1907-1957, Textus, L'Aquila 2010
- Edoardo Puglielli, Dizionario degli anarchici abruzzesi, CSL “Camillo Di Sciullo”, Chieti 2010
- Archivio di Stato dell'Aquila, Fondo Questura Cat. A8, b. 141, f. 5
- Sommate: altri due morti! Aquila, in «Umanità Nova», Quotidiano Anarchico, Milano, 20 aprile 1920
- Tre morti, due moribondi, undici feriti. Salvataggio?! Aquila, in «Umanità Nova», Quotidiano Anarchico, Milano, 21 aprile 1920
- La verità sui fatti di Raiano. Raiano, in «Umanità Nova», Quotidiano Anarchico, Milano, 23 aprile 1920
- Francesco Cellamare, I morti di Raiano sono 5. Il regio commissario fu ammazzato da un carabiniere, in «Umanità Nova», Quotidiano Anarchico, Milano, 24 aprile 1920
- Il processo per i fatti di Raiano, in «L'Avvenire», Organo della Federazione Provinciale Socialista Aquilana, a. XXIX, n. 1121, Aquila, 21 marzo 1921
- Dopo il verdetto sull'eccidio di Raiano, «L'Avvenire», Organo della Federazione Provinciale Socialista Aquilana, a. XXIX, n. 1122, Aquila, 27 marzo 1921
- A. Chessa, Lutti nostri, in «L'Internazionale», Quindicinale anarchico, Ancona, 1º novembre 1972